# Cassy Vericel
Cassy Vericel (Lyon, 10 de Janeiro de 1991) é uma ginasta francesa que compete em provas de ginástica artística. Seu principal resultado foi no Campeonato Mundial de 2007 em Stuttgart onde conquistou a medalha de bronze na prova do Solo.

## Biografia
Cassy Vericel nasceu no dia 10 de Janeiro de 1991 na cidade francesa de Lyon, ela começo na ginástica em 1995 aos 4 anos de idade no clube Chassieu Gym. Sua primeira competição internacional foi em fevereiro de 2004 no torneio França-Inglaterra. No ano seguinte conseguiu o segundo lugar no individual geral no Campeonato Francês júnior.
Em 2007, na etapa de Paris da Copa do Mundo de Ginástica, conseguiu a quarta posição no Solo. Na Trave ficou na nona posição, sendo eliminada ainda na qualificação. No Campeonato Europeu em Amesterdão, ela conseguiu mais uma quarta posição no Solo. No Campeonato Mundial realizado em Stuttgart, Alemanha, ajudou a classificar a equipe da França para os Jogos Olímpicos de 2008, terminando na sexta posição. Nas provas individuais se classificou apenas para final do Solo, onde conquistou a medalha de bronze, com a nota 15.125, ficando atrás apenas nas estadunidenses Shawn Johnson (ouro) e Alicia Sacramone (prata). Em 2008 disputou o Campeonato Europeu disputado em Clermont-Ferrand, França, onde conseguiu a medalha de bronze por equipes e a sétima posição no Solo. Vericel disputaria os Jogos Olímpicos de Pequim. No entanto, poucos dias antes da competição, durante um treinamento na trave, acabou sofrendo uma lesão no tornozelo esquerdo e foi cortada.

## Principais resultados
| Ano  | Evento             | Cidade           | AA   | Equipe            | Barras assimétricas | Trave | Solo              | Salto sobre o cavalo |
| ---- | ------------------ | ---------------- | ---- | ----------------- | ------------------- | ----- | ----------------- | -------------------- |
| 2007 | Campeonato Europeu | Amesterdão       | 13º  |                   | 9º                  | 33º   | 4º                | 9º                   |
| 2007 | Campeonato Mundial | Stuttgart        | 158º | 6º                | 61º                 |       | Medalha de bronze |                      |
| 2008 | Campeonato Europeu | Clermont-Ferrand | 96º  | Medalha de bronze |                     |       | 7º                |                      |